# ソユーズ36号
ソユーズ36号(Soyuz 36、ロシア語: Союз 36)は、1980年のソビエト連邦の有人宇宙飛行で、サリュート6号を訪れた。軌道上の施設とドッキングする11度目のミッションで、成功したのは9度目となった。ソユーズ36号の乗組員は、ソユーズ35号の長期滞在乗組員を初めて訪れた。
ソユーズ36号で、ワレリー・クバソフとハンガリー人初の宇宙飛行士であるファルカシュ・ベルタランが宇宙を訪れた。彼らは長期滞在の乗組員とソユーズを交換し、ソユーズ35号で地球に帰還した。

## 乗組員

### 出発時
- 船長 - ワレリー・クバソフ(3)
- 研究者 - ファルカシュ・ベルタラン(1)

### 帰還時
- 船長 - ヴィクトル・ゴルバトコ(3)
- 研究者 - ファム・トゥアン(1)

### バックアップ
- 船長 - ウラジーミル・ジャニベコフ
- 研究者 - ベーラ・マジャーリ(ハンガリー人)

## パラメータ
- 質量:6,800 kg
- 近点:197.5 km
- 遠点:281.9 km
- 軌道傾斜角:51.62°
- 軌道周期:89.0分

## ミッションハイライト
ソユーズ36号では、ワレリー・クバソフとハンガリー人のファルカシュ・ベルタランが1980年5月26日に地球を発ち、ソユーズ35号で先行したレオニード・ポポフとワレリー・リューミンの待つサリュート6号に向かった。打上げは、当初は1979年6月5日を予定されていたが、ソユーズ33号の失敗のために中止されていた。打上げの翌日には、ポートへのドッキングに成功した。この飛行は、ソビエト連邦の同盟国からの宇宙飛行士が参加するインターコスモスの5回目の飛行であった。また、ソビエト連邦の宇宙ミッションで、文民が船長を務めたのは2度目のことであった。
サリュート6号では、ファルカシュ・ベルタランはハンガリーの実験を行ったが、量が多かったので3時間しか眠れないこともあった。衣服とステーションの壁に小型の熱発光計を取り付けて、乗組員が受ける放射線の量を測定する実験や、無重力下でのヒト細胞中でのインターフェロン形成の実験等があった。地上の乗組員、航空機、ヘリコプターと共同で、搭載されたカメラを用いた地球の資源の観測も行われた。
ハンガリーの報道機関は、ファルカシュがクバソフよりも早く無重力環境に適応したと報じた。
ソユーズは、5月29日に再起動され、クバソフとファルカシュは、別れる前に長期滞在の乗組員とシートの裏張りや圧力服、個人的な持ち物等を交換した。6月3日にステーションを離れ、ジェズカズガン南東140kmの地点に着陸した。ソユーズ36号は、後にソユーズ37号の乗組員が地球に帰還するために用いられた。